# 曲潭街道
曲潭街道是中华人民共和国湖南省衡陽市常宁市下辖的一个街道办事处。2020年5月6日，由宜阳街道析置。行政区划代码为430482005。

## 行政区划
曲潭街道下辖以下村级行政区划单位：
新和村、由市村、上义村、乌联村、紫阳村、石桥村、长塘村、曹塘村、书泉村、虎洲村、金塘村、茶园村、大屋村、回江村和上洞村。